# Jean Achard (coureur)
Dit overzicht is mogelijk incompleet; u kunt helpen door het uit te breiden.
Jean Achard, geboren als Jean-Jacques Grosman (Parijs, 15 maart 1918 - Rio de Janeiro, Brazilië, 14 juli 1951) was een Frans autocoureur. In 1951 schreef hij zich in voor de Indianapolis 500, maar was op het moment van de race niet aanwezig op de Indianapolis Motor Speedway en startte de race dus niet. Deze race was ook onderdeel van het Formule 1-kampioenschap. In 1946 en 1947 reed hij ook al enkele Grands Prix voor de teams Bugatti, Maserati, Delahaye en Delage. In 1951 overleed Achard op 32-jarige leeftijd tijdens een test voor Ferrari.